# 克里斯·米尔斯
克里斯托弗·勒蒙特·米尔斯（英語：Christopher Lemonte Mills，1970年1月25日—），美国NBA联盟前职业篮球运动员。他在1993年的NBA选秀中第1轮第22顺位被克里夫兰骑士选中。